# Ministeri de Seguretat Pública d'Israel
El Ministeri de Seguretat Pública d'Israel (en hebreu: המשרד לביטחון הפנים) (transliteració: HaMisrad Labitachon Hapnim) és un ministeri del Govern d'Israel. Supervisa a la Policia d'Israel, el Servei de Presons d'Israel i el Servei de Bombers i Rescat d'Israel.

## El ministre
El Ministre de Seguretat Pública (en hebreu: שר לביטחון פנים, transliteració: Sar LeVitahon Pnim) és el cap polític del ministeri. Fins a l'any 1995 era conegut com a Ministre de Policia (en hebreu: שר המשטרה, transliteració: Sar HaMishtara). No s'ha de confondre amb el Ministre de l'Interior.
El primer Ministre de Policia, Bejor-Shalom Sheetrit, era un ex-policia; que va exercir en el càrrec des de la independència d'Israel (14 de maig de 1948) fins a menys d'un mes abans de la seva mort (2 de gener de 1967), servint en catorze governs i convertint-se en el ministre que ha estat més temps en el seu càrrec en la història del país.
El lloc va ser abolit després que Menahem Beguín es va convertir en primer ministre en l'any 1977; però va ser reinstaurat en l'any 1984, quan Shimon Peres es va convertir en primer ministre. Hi ha de tant en tant un viceministre de Seguretat Pública.

## Llista dels ministres
| No.                           | Nom                   | Partit                                                | Durada del mandat      | Durada del mandat      |
| ----------------------------- | --------------------- | ----------------------------------------------------- | ---------------------- | ---------------------- |
| 1                             | Bejor-Shalom Sheetrit | Sefardites i Mizrahim, Mapai, l'Alineació (Laborista) | 14 de maig de 1948     | 2 de gener de 1967     |
| 2                             | Eliyahu Sasson        | l'Alineació (Laborista)                               | 2 de gener de 1967     | 15 de desembre de 1969 |
| 3                             | Shlomo Hillel         | l'Alineació (Laborista)                               | 15 de desembre de 1969 | 20 de juny de 1977     |
| Ministeri abolit (1977–1984). |                       |                                                       |                        |                        |
| 4                             | Haim Bar-Lev          | l'Alineació (Laborista)                               | 13 de setembre de 1984 | 15 de març de 1990     |
| 5                             | Roni Milo             | Likkud                                                | 11 de juny de 1990     | 13 de juliol de 1992   |
| 6                             | Moshe Shahal          | Laborista                                             | 13 de juliol de 1992   | 18 de juny de 1996     |
| 7                             | Avigdor Kahalani      | Tercera Via                                           | 18 de juny de 1996     | 6 de juliol de 1999    |
| 8                             | Shlomo Ben-Ami        | Un Israel (Laborista)                                 | 6 de juliol de 1999    | 7 de març de 2001      |
| 9                             | Uzi Landau            | Likkud                                                | 7 de març de 2001      | 28 de febrer de 2003   |
| 10                            | Tzaji Hanegbi         | Likkud                                                | 28 de febrer de 2003   | 6 de setembre de 2004  |
| 11                            | Gideon Ezra           | Likkud; Kadima                                        | 6 de setembre de 2004  | 4 de maig de 2006      |
| 12                            | Avi Dichter           | Qadima                                                | 4 de maig de 2006      | 1 d'abril de 2009      |
| 13                            | Yitzhak Aharonovich   | Israel Beitenu                                        | 1 d'abril de 2009      | 14 de maig de 2015     |
| 14                            | Yariv Levin           | Likkud                                                | 14 de maig de 2015     | 25 de maig de 2015     |
| 15                            | Gilad Erdan           | Likkud                                                | 25 de maig de 2015     | -                      |

### Vice-ministres
| No. | Nom         | Partit         | Durada del mandat  | Durada del mandat    |
| --- | ----------- | -------------- | ------------------ | -------------------- |
| 1   | Gideon Ezra | Likkud         | 7 de març de 2001  | 28 de febrer de 2003 |
| 2   | Yaakov Edri | Likkud; Kadima | 10 de març de 2003 | 18 de gener de 2006  |